# CAMS 37
Il CAMS 37 fu un idrovolante ed aereo anfibio a scafo centrale, monomotore in configurazione spingente, biplano e multiruolo, sviluppato dall'azienda aeronautica francese Chantiers Aéro-Maritimes de la Seine (CAMS) negli anni venti.
Progettato dall'ingegnere francese Maurice Hurel, suo primo disegno arrivato alla produzione all'interno dell'azienda, venne inizialmente proposto sul mercato dell'aviazione militare come aereo da ricognizione riscuotendo tuttavia successo anche in quello civile. Prodotto in numerose varianti venne adottato dalle componenti aeree della Marine nationale, la marina militare francese, e in numero inferiore dalla Marinha de Guerra Portuguesa, rispettivamente Service de l'aéronautique maritime e l'allora Serviços da Aeronáutica Naval.

## Versioni
37
prototipo, versione idro da osservazione con scafo in legno, realizzato in un solo esemplare.
37A
versione anfibia triposto con scafo ligneo da osservazione, la prima avviata alla produzione in serie, destinata al pattugliamento costiero.
37/2
versione idrovolante simile al 37A ma priva di carrello d'atterraggio.
37A/3
prototipo, versione anfibia dallo scafo rinforzato non avviata alla produzione in serie.
37A/6
versione da collegamento anfibia destinata al trasporto VIP (ammiraglio) caratterizzata dallo scafo metallico e cabina personale, realizzata in tre esemplari per la marina francese.
37A/7
indicata anche come 37Lia, versione anfibia da collegamento con scafo ligneo.
37A/9
versione anfibia da trasporto ufficiali caratterizzata dallo scafo metallico, realizzata per la marina francese.
37/10
versione civile, idro postale catapultabile con scafo ligneo realizzato in due esemplari per la Compagnie Générale Transatlantique.
37/11
versione idro quadriposto da addestramento e collegamento.
37/12
versione idro da trasporto civile, cabina chiusa quadriposto.
37/13
indicato anche come 37bis,  versione idro con scafo metallico.
37C
indicato anche come 37GR, versione da primato a lungo raggio, realizzata in un solo esemplare.
37bis

## Utilizzatori

### Militari
Francia
- Service de l'aéronautique maritime

 Portogallo
- Serviços da Aeronáutica Naval

### Pubblicazioni
- (FR) Gérard Hartmann, Les hydravions CAMS (PDF), in Flying Boats of the World, http://www.msacomputer.com/FlyingBoats-old/. URL consultato il 10 maggio 2014 (archiviato dall'url originale il 5 febbraio 2018).
- C.A.M.S. 37, in Aerei da guerra, Ginevra - Novara, Edito Service S.A. - Istituto Geografico De Agostini, 1993.